# Otkossowo
Otkossowo (russisch Откосово, deutsch Rosignaiten) ist ein Ort in der russischen Oblast Kaliningrad. Er gehört zur kommunalen Selbstverwaltungseinheit Stadtkreis Selenogradsk im Rajon Selenogradsk.

## Geographische Lage
Otkossowo liegt 20 Kilometer nordwestlich der Oblasthauptstadt Kaliningrad (Königsberg) an der Kommunalstraße 27K-336, die von der Regionalstraße 27A-032 – die einstige deutsche Reichsstraße 143 – von Kaliningrad über Cholmogorowka (Fuchsberg) und Pereslawskoje (Drugehnen) in Richtung  Swetlogorsk verläuft, abzweigt und nach Pawlinino (Dommelkeim) führt. Bis 1945 war Dommelkeim die nächste Bahnstation an der heutigen Bahnstrecke Kaliningrad–Swetlogorsk, der einstigen Samlandbahn. Heute ist Kolossowka-Sapadnaja (Willgaiten) der nächste Bahnhaltepunkt an ebendieser Strecke.

## Geschichte
Das Gründungsdatum des bis 1946 Rosignaiten  genannten Dorfes mit seinen damals mehreren kleinen Höfen und Gehöften lag im Jahre 1400. 
Im Jahre 1874 wurde die Landgemeinde in den neu geschaffenen Amtsbezirk Groß Mischen (heute russisch: Swobodnoje) eingegliedert, der bis 1945 bestand und bis 1939 zum Landkreis Fischhausen, danach zum Landkreis Samland im Regierungsbezirk Königsberg der preußischen Provinz Ostpreußen gehörte. Im Jahre 1910 zählte Rosignaiten 146 Einwohner.
Am 30. September 1928 vergrößerte sich die Landgemeinde, als nämlich der Gutsbezirk Brasnicken (heute russisch: Woloschino) eingemeindet wurde. Die Einwohnerzahl stieg bis 1933 auf 209 und betrug 1939 noch 198.
In Kriegsfolge kam Rosignaiten 1945 mit dem nördlichen Ostpreußen zur Sowjetunion. Im Jahr 1947 erhielt der Ort den russischen Namen Otkossowo und wurde gleichzeitig dem Dorfsowjet Pereslawski selski Sowet im Rajon Primorsk zugeordnet. Von 2005 bis 2015 gehörte Otkossowo zur Landgemeinde Pereslawskoje selskoje posselenije und seither zum Stadtkreis Selenogradsk.

## Kirche
Mit seiner vor 1945 überwiegend evangelischen Bevölkerung war Rosignaiten in das Kirchspiel der Kirche in Wargen (heute russisch: Kotelnikowo) eingepfarrt. Es gehörte zum Kirchenkreis Fischhausen (Primorsk) innerhalb der Kirchenprovinz Ostpreußen der Kirche der Altpreußischen Union. Letzter deutscher evangelischer Geistlicher war Pfarrer Max Schmidt. Heute liegt Otkossowo im Einzugsbereich der evangelisch-lutherischen Auferstehungskirche in Kaliningrad (Königsberg) in der Propstei Kaliningrad der Evangelisch-lutherischen Kirche Europäisches Russland.